# Emmett Swanson
Emmett Oscar „Doc” Swanson (ur. 17 lutego 1906 w Minneapolis, zm. 10 grudnia 1968 tamże) – amerykański strzelec, olimpijczyk, złoty medalista mistrzostw świata i igrzysk panamerykańskich.

## Życiorys
Studiował na Uniwersytecie Minnesoty. Z zawodu był stomatologiem, w 1930 roku był również porucznikiem US Army.
Dwukrotny olimpijczyk (IO 1948, IO 1952). Najlepszy wynik osiągnął w swoim pierwszym starcie, zajmując 10. miejsce w karabinie dowolnym w trzech postawach z 300 m. W latach 1930–1952 zdobył 9 medali na mistrzostwach świata, w tym 4 złote, 1 srebrny i 4 brązowe. Wśród nich 3 razy stał na podium w zawodach indywidualnych, w tym m.in. zwyciężając w 1930 roku w karabinie małokalibrowym klęcząc z 50 m. Był trzykrotnym drużynowym mistrzem świata. Swanson ma w dorobku także 6 medali na Igrzyskach Panamerykańskich 1955, w tym 3 złote i 3 brązowe. 
W 1948 roku został przewodniczącym National Rifle Association, zostając tym samym najmłodszą osobą sprawującą to stanowisko. Był kierownikiem strzeleckiej reprezentacji Stanów Zjednoczonych podczas Igrzysk Panamerykańskich 1951, Letnich Igrzysk Olimpijskich 1956 i Letnich Igrzysk Olimpijskich 1960. Za osiągnięcia w strzelectwie został wyróżniony odznaką wybitnego strzelca międzynarodowego (U.S. Distinguished International Shooter Badge). Członek Minnesota Sports Hall of Fame.

## Wyniki

### Igrzyska olimpijskie
| Igrzyska      | Konkurencja                               | Wynik                   | Miejsce | Źródło |
| ------------- | ----------------------------------------- | ----------------------- | ------- | ------ |
| Londyn 1948   | Karabin dowolny, trzy postawy, 300 m      | 1079 pkt. (380–355–344) | 10      | [ 2 ]  |
| Helsinki 1952 | Karabin dowolny, trzy postawy, 300 m      | 1055 pkt. (367–371–317) | 18      | [ 7 ]  |
| Helsinki 1952 | Karabin małokalibrowy, trzy postawy, 50 m | 1155 pkt. (396–391–368) | 13      | [ 8 ]  |
| Helsinki 1952 | Karabin małokalibrowy leżąc, 50 m         | 396 pkt. (99–99–99–99)  | 21      | [ 9 ]  |

### Medale mistrzostw świata
Opracowano na podstawie materiałów źródłowych:
| Mistrzostwa       | Konkurencja                                        | Wynik                                          | Miejsce |
| ----------------- | -------------------------------------------------- | ---------------------------------------------- | ------- |
| Antwerpia 1930    | Karabin dowolny, trzy postawy, 300 m, drużynowo    | 5441 pkt. (druż.) 1086 pkt. ind. (383–372–331) |         |
| Antwerpia 1930    | Karabin dowolny klęcząc, 300 m                     | 372 pkt.                                       |         |
| Antwerpia 1930    | Karabin małokalibrowy leżąc, 50 m, drużynowo       | 1900 pkt. (druż.) 380 pkt. (ind.)              |         |
| Antwerpia 1930    | Karabin małokalibrowy klęcząc, 50 m                | 382 pkt.                                       |         |
| Antwerpia 1930    | Karabin małokalibrowy klęcząc, 50 m, drużynowo     | 1877 pkt. (druż.) 382 pkt. (ind.)              |         |
| Buenos Aires 1949 | Karabin małokalibrowy leżąc, 50 i 100 m, drużynowo | 2950 pkt. (druż.) 591 pkt. (ind.)              |         |
| Oslo 1952         | Karabin małokalibrowy leżąc, 50 m, drużynowo       | 1979 pkt. (druż.) 395 pkt. (ind.)              |         |
| Oslo 1952         | Karabin małokalibrowy klęcząc, 50 m                | 392 pkt.                                       |         |
| Oslo 1952         | Karabin małokalibrowy leżąc, 50 i 100 m, drużynowo | 2364 pkt. (druż.) 584 pkt. (ind.)              |         |